# 阿維拉城牆

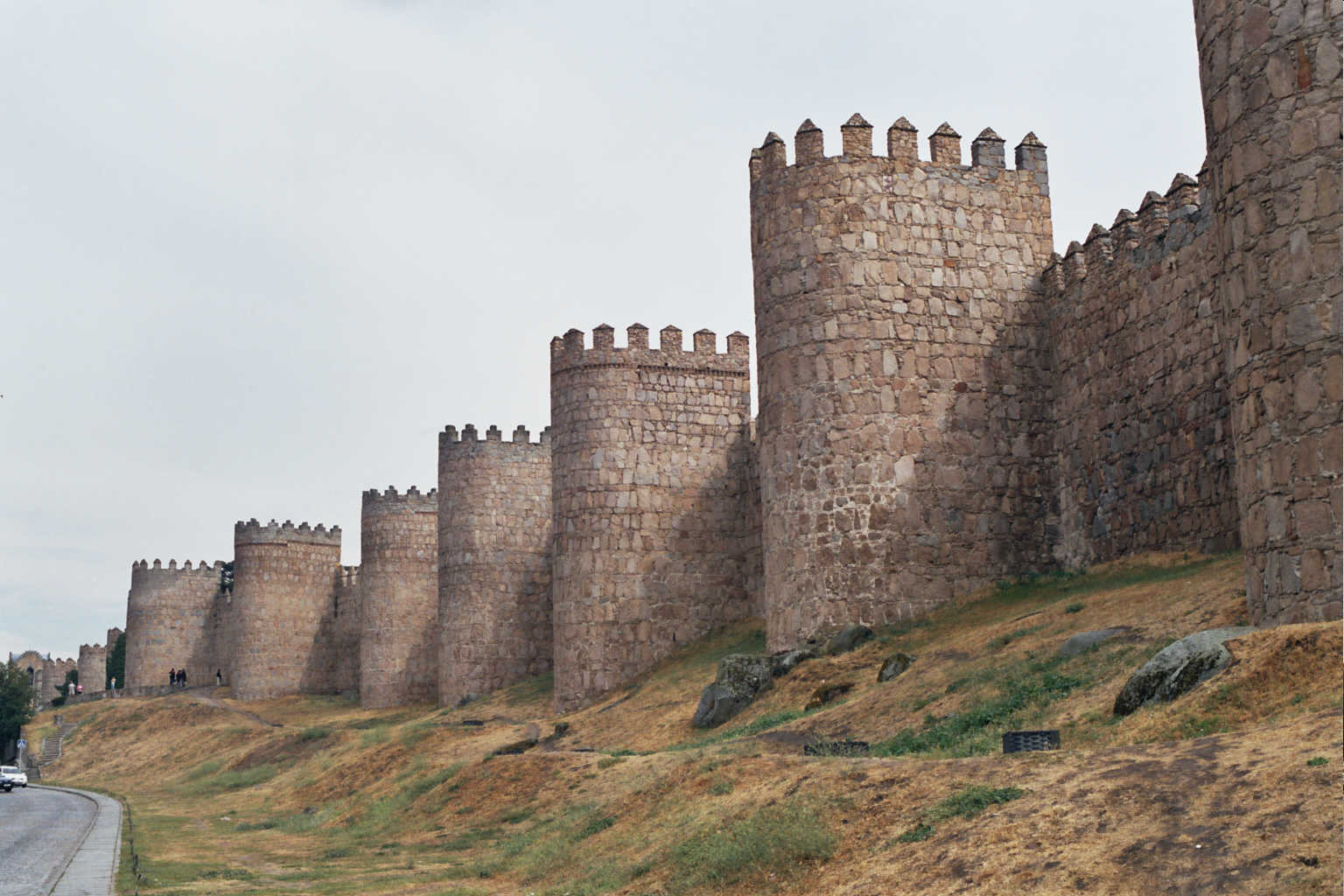
阿維拉城牆

阿維拉城牆（Walls of Ávila）位於西班牙中部城市阿維拉，修建於11至14世紀期間。該城牆是西班牙最複雜的防禦系統。1985年，阿維拉城牆和阿維拉舊城被列入世界文化遺產。

## 外部連結
- http://www.arteguias.com/murallasavila.htm （页面存档备份，存于）
- Old Town of Ávila with its Extra-Muros Churches （页面存档备份，存于）

40°39′23.22″N 4°42′0.432″W / 40.6564500°N 4.70012000°W